# Petrus Cimdars
Petrus Cimdars, auch Cimdarsius, Zimdarsius, Czimdarsius, Cymdarsius, Zimdarsius, Tzimdarsius, Zimmendarschius, Cimdarse, Zimmendarse, Cimmerdasi etc. (* 1524 in Wollin; † 12. Januar 1584 in Greifswald) war ein deutscher lutherischer Theologe und Hochschullehrer.

## Leben
Petrus (Peter) war der Sohn des Wolliner Ratsherrn und späteren Bürgermeisters Joachim Cimdars und dessen Frau Katharina Lübbecke. Man kennt von ihm auch seine Brüder Philipp Cimdarse, Martin Cimdarse und Henning Cimdarse und eine Schwester NN., die mit dem Magister und späteren Prof. der Theologie in Greifswald Matthäus Wolf verheiratet war. Über die Mutter liegt eine Verwandtschaft mit seinem Großonkel Johannes Bugenhagen vor. Im August 1544 immatrikulierte er sich an der Universität Wittenberg. Vermutlich war er im Haushalt seines Großonkels untergekommen, hatte sich bei Philipp Melanchthon mit dem Studium der Griechen und Römer vertraut gemacht und hörte noch den alten Martin Luther in seinen Vorlesungen.
Der Schmalkaldische Krieg veranlasste ihn, in seine pommersche Heimat zurückzukehren. Hier setzte er an der Universität Greifswald 1547 seine Studien fort, erwarb im Wintersemester 1547 das Bakkalaurat der Philosophie und wurde im selben Jahr Sacellan an der St.-Marien-Kirche. 1550 wurde er Magister, hielt dann Vorlesungen und wurde 1551 Diakon an der St.-Jacobi-Kirche in Greifswald. Er hatte ab 1551 lebhaften Anteil an den kirchlichen Verhandlungen in Pommern genommen und wurde 1556 Koadjutor an der Nikolaikirche. 1561 wurde er in den Lehrkörper der philosophischen Fakultät aufgenommen.
1563 erhielt er, inzwischen zum Mitglied des Greifswalder Konsistoriums avanciert, die Professur der Dichtkunst an der philosophischen Fakultät. Er las 1563 über den biblischen Propheten Elija, beteiligte sich als Examinator an den Promotionsveranstaltungen der philosophischen Fakultät und trat 1570 mit Vorlesungen des Libros tristium Ovidii in Erscheinung. Nachdem er an der Nikolaikirche um 1565 zum Archidiakon aufgestiegen war, 1565 als Vizekanzler der Universität in Erscheinung trat, hatte er sich im Wintersemester 1574 als Rektor der Alma Mater auch an den organisatorischen Aufgaben der Hochschule beteiligt. Nachdem er 34 Jahre an der Greifswalder Akademie gewirkt hatte, verstarb er.

## Familie
Cimdars hatte sich mit Adelheit, der Tochter des Erbherrn in Liddow auf Rügen Johann Paselik, verheiratet. Damit stand er im verwandtschaftlichen Verhältnis zu Jakob Runge. Von seinen Kindern sind bekannt:
- Tochter Katharina Cimdarsius (* vor 1575; † 26. Oktober 1610) verh. mit dem Professor der Medizin an der Universität Greifswald Jakob Seidel.
- Sohn Georg Cimdarsius WS 1586 Universität Greifswald, 1596–1599 Prediger in Boltenhagen
- Sohn Joachim Cimdarsius (1553–1618), Professor der Poetik an der Universität Königsberg
- Sohn Philipp Cimdarsius März 1591 Universität Greifswald